# Cyclosorus exindusiatus
Cyclosorus exindusiatus är en kärrbräkenväxtart som först beskrevs av Warren Herbert Wagner, och fick sitt nu gällande namn av Warren Herbert Wagner. Cyclosorus exindusiatus ingår i släktet Cyclosorus och familjen Thelypteridaceae. Inga underarter finns listade.